# العلاقات البوسنية النيكاراغوية
العلاقات البوسنية النيكاراغوية هي العلاقات الثنائية التي تجمع بين البوسنة والهرسك ونيكاراغوا.

## مقارنة بين البلدين
هذه مقارنة عامة ومرجعية للدولتين:
| وجه المقارنة                                              | البوسنة والهرسك                                             | نيكاراغوا        |
| --------------------------------------------------------- | ----------------------------------------------------------- | ---------------- |
| المساحة (كم2)                                             | 51.20 ألف                                                   | 130.38 ألف       |
| عدد السكان (نسمة)                                         | 3.51 مليون                                                  | 6.22 مليون       |
| الكثافة السكانية (ن./كم²)                                 | 68.55                                                       | 47.71            |
| العاصمة                                                   | سراييفو                                                     | ماناغوا          |
| اللغة الرسمية                                             | اللغة البوسنوية، اللغة الكرواتية، اللغة الصربية             | اللغة الإسبانية  |
| العملة                                                    | مارك بوسني                                                  | كوردبا نيكاراغوا |
| الناتج المحلي الإجمالي (بليون دولار)                      | 18.17 مليار                                                 | 13.81 مليار      |
| الناتج المحلي الإجمالي (تعادل القوة الشرائية) بليون دولار | 41.35 مليار                                                 | 31.63 مليار      |
| الناتج المحلي الإجمالي الاسمي للفرد دولار أمريكي          | 4.25 ألف                                                    | 2.09 ألف         |
| الناتج المحلي الإجمالي للفرد دولار أمريكي                 | 10.43 ألف                                                   | 4.92 ألف         |
| مؤشر التنمية البشرية                                      | 0.733                                                       | 0.631            |
| رمز المكالمات الدولي                                      | +387                                                        | +505             |
| رمز الإنترنت                                              | .ba                                                         | .ni              |
| المنطقة الزمنية                                           | توقيت وسط أوروبا، ت ع م+01:00، ت ع م+02:00، أوروبا/سراييفو ‏ | 00               |

## منظمات دولية مشتركة
يشترك البلدان في عضوية مجموعة من المنظمات الدولية، منها:
| علم المنظمة | اسم المنظمة                               | تاريخ انضمام البوسنة والهرسك | تاريخ انضمام نيكاراغوا |
| ----------- | ----------------------------------------- | ---------------------------- | ---------------------- |
|             | مؤسسة التنمية الدولية                     | 25 فبراير 1993               | 30 ديسمبر 1960         |
|             | يونسكو                                    | 2 يونيو 1993                 | 22 فبراير 1952         |
|             | وكالة ضمان الاستثمار متعدد الأطراف        | 19 مارس 1993                 | 12 يونيو 1992          |
|             | الأمم المتحدة                             | 22 مايو 1992                 | 24 أكتوبر 1945         |
|             | الاتحاد البريدي العالمي                   | ?                            | ?                      |
|             | البنك الدولي للإنشاء والتعمير             | 25 فبراير 1993               | 14 مارس 1946           |
|             | الاتحاد الدولي للاتصالات                  | 20 أكتوبر 1992               | 12 مايو 1926           |
|             | منظمة حظر الأسلحة الكيميائية              | ?                            | ?                      |
|             | مؤسسة التمويل الدولية                     | 25 فبراير 1993               | 20 يوليو 1956          |
|             | المركز الدولي لتسوية المنازعات الاستشارية | 13 يونيو 1997                | 19 أبريل 1995          |
|             | منظمة الشرطة الجنائية الدولية             | ?                            | ?                      |

## وصلات خارجية
- موقع وزارة الخارجية البوسنية
- موقع وزارة الخارجية النيكاراغوية